# Barnásfehér szuharbújó
A barnásfehér szuharbújó (Cisticola cantans) a madarak osztályának verébalakúak (Passeriformes) rendjébe azon belül pedig a szuharbújófélék családjába tartozó faj.

## Rendszerezése
A fajt Theodor von Heuglin kutató és ornitológus írta le 1869-ben, a Drymoica nembe Drymoeca cantans néven.

## Alfajai
- Cisticola cantans adamauae Reichenow, 1910
- Cisticola cantans belli Ogilvie-Grant, 1908
- Cisticola cantans cantans (Heuglin, 1869)
- Cisticola cantans concolor (Heuglin, 1869)
- Cisticola cantans muenzneri Reichenow, 1916
- Cisticola cantans pictipennis Madarász, 1904
- Cisticola cantans swanzii (Sharpe, 1870)[2]

## Előfordulása
Afrikában, Benin, Bissau-Guinea, Burkina Faso, Burundi, Dél-Szudán, Csád, Elefántcsontpart, Eritrea, Etiópia, Gambia, Ghána, Guinea, Kamerun, Kenya, a Kongói Demokratikus Köztársaság, a Közép-afrikai Köztársaság, Libéria, Malawi, Mali, Mozambik, Niger, Nigéria, Ruanda, Sierra Leone, Szenegál, Szudán, Tanzánia, Togo, Uganda, Zambia és Zimbabwe területeken honos. 
Természetes élőhelyei a szubtrópusi vagy trópusi száraz erdők, síkvidéki és hegyi esőerdők, szavannák és cserjések, valamint ültetvények és vidéki kertek. Állandó, nem vonuló faj.

## Megjelenése
Testhossza 14 centiméter, testtömege 11-17 gramm.

## Természetvédelmi helyzete
Az elterjedési területe rendkívül nagy, egyedszáma pedig stabil. A Természetvédelmi Világszövetség Vörös listáján nem fenyegetett fajként szerepel.